# 무라타 노리오
무라타 노리오(일본어: 村田 教生, 1976년 2월 7일 ~ )는 일본의 전 축구 선수이다.

## 구단 경력
과거 오이타 트리니타, 미토 홀리호크에서 활동하였다.